# Perséphone
Pour les articles homonymes, voir Perséphone (homonymie), Cora et Coré.
Dans la religion grecque antique, Perséphone (en grec ancien Περσεφόνη / Persephónē, chez Homère et Pamphos d'Athènes Περσεφόνεια / Persephóneia) est l'une des principales divinités chthoniennes, fille de Zeus et de Déméter et épouse d'Hadès. Elle est d'abord connue sous le simple nom de Coré (Κόρη / Kórē, « la jeune fille »), ou encore « la fille », par opposition à Déméter, « la mère » (ἡ Μήτηρ / hē Mḗtēr).
Déesse du monde souterrain (les Enfers), elle est également associée au retour de la végétation lors du printemps dans la mesure où, chaque année, elle passe huit mois sur Terre puis quatre (l'hiver, sans végétation) dans le royaume souterrain avec Hadès. Son mythe principal qui détaille son enlèvement par Hadès, la quête entreprise par sa mère pour la retrouver et son retour périodique au printemps figurent ainsi le cycle annuel. Il était enseigné à tous les Grecs lors des cérémonies liées aux mystères d'Éleusis.
Perséphone est assimilée à Proserpine (en latin Proserpina) dans la mythologie romaine et possède comme domaine les fameux Champs Élysées.

## Étymologie
Περσεφόνη / Persephónē est son nom dans le grec ionien de la littérature épique. La forme homérique de son nom est Περσεφονεία / Persephoneía. Dans d'autres dialectes, elle était connue sous des noms différents : Περσεφάσσα / Persephassa ou Περσεφάττα / Persephátta (« batteuse de grain ») ou Κόρη / Korē « fille, jeune fille, jeune vierge »).
Platon la nomme Φερέπαφα / Pherépapha dans son Cratyle, « parce qu'elle est sage et touche ce qui est en mouvement ». Il existe aussi les formes Πηριφόνα / Pêriphóna et Φερσέφασσα / Pherséphassa. L'existence de tant de formes différentes suggère qu'il était difficile pour les Grecs de prononcer le mot dans leur propre langue et suggère que le nom peut avoir une origine pré-grecque.
On pense que le nom de la déesse albanaise de l'aube, déesse de l'amour et protectrice des femmes, Premtë ou P(ë)rende, correspond régulièrement à son homologue grec ancien Περσεφάττα (Persephatta), une variante de Περσεφόνη (Perséphone),. Les théonymes remontent à l'indo-européen *pers-é-bʰ(h₂)n̥t-ih₂ « celle qui fait passer la lumière ».

## Mythe

### Enlèvement de Perséphone

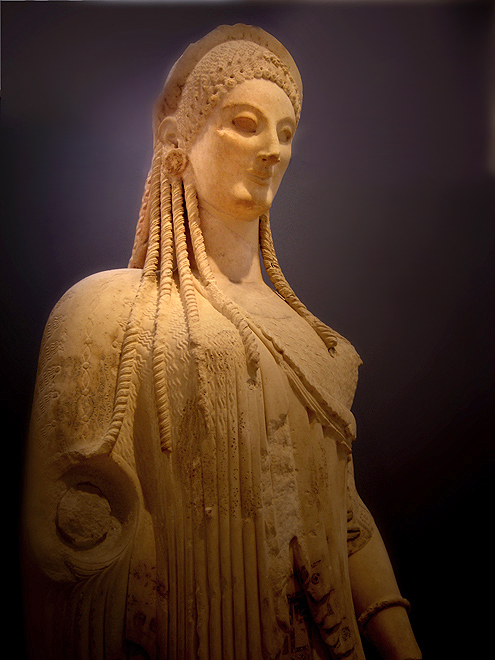
Koré, fille de Déméter, célébrée avec sa mère par les Thesmophories, entre 525 et 500 av. J.-C. Musée de l'Acropole, Athènes

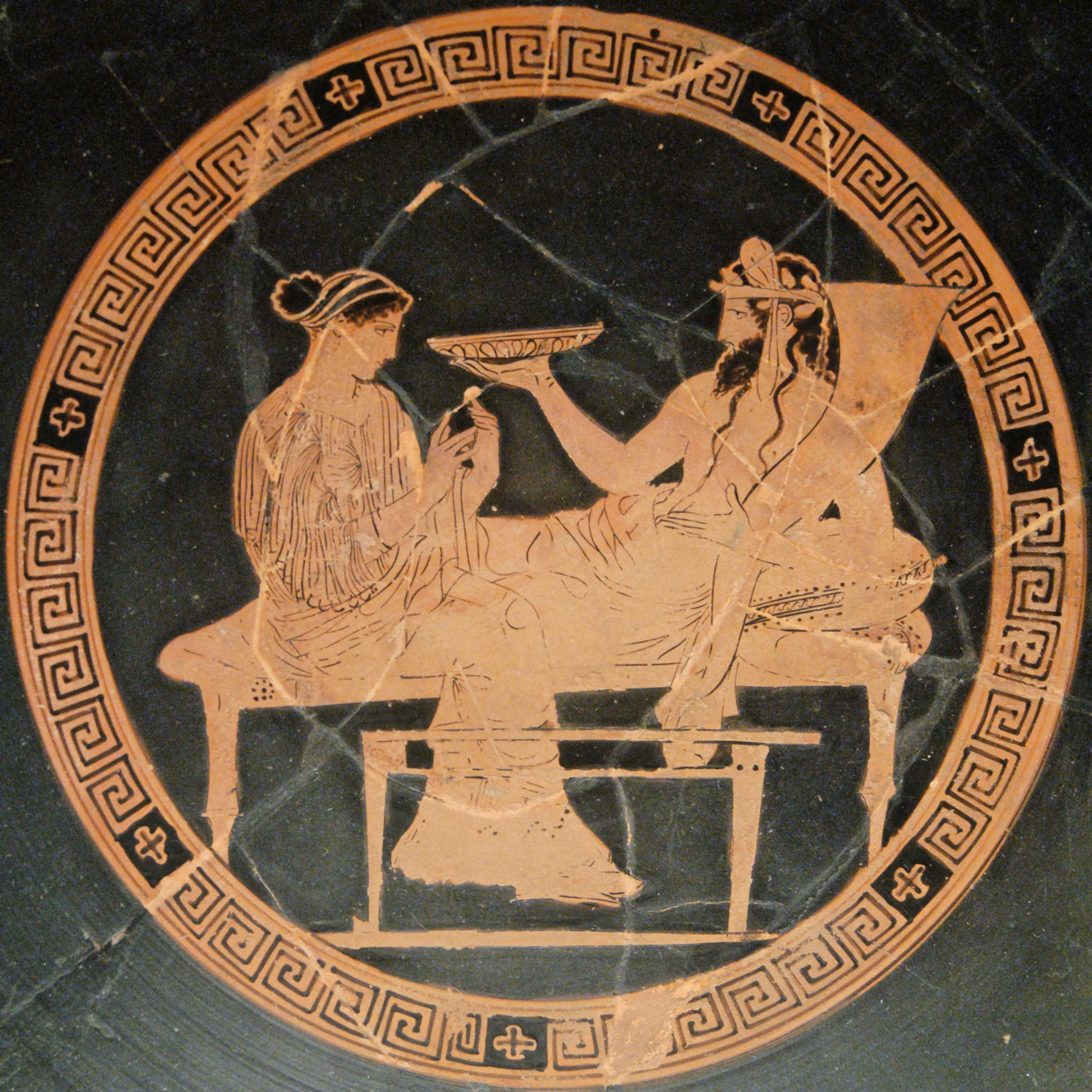
Perséphone chez Hadès, médaillon d'un kylix attique, vers 440-430 av. J.-C., British Museum.

Perséphone est une des principales divinités chthoniennes des Grecs. Son histoire est contée notamment dans l’Hymne homérique à Déméter. Perséphone est une très belle femme, et sa mère Déméter l'élève en secret en Sicile, son île favorite, où la jeune fille est en sécurité. Dans les bois d'Enna (ou dans les bois de Mysa selon certains), Perséphone se divertit en compagnie de nymphes, des Océanides. Un jour, alors qu'elles sont occupées à cueillir des fleurs, Perséphone s'écarte du groupe, pour cueillir un narcisse. Là, elle est remarquée par le puissant Hadès, son oncle, qui souhaite en faire sa reine. Il enlève la jeune fille qui d'un cri alerte sa mère mais celle-ci arrive trop tard. La scène se serait déroulée près du lac de Pergusa, en Sicile. Personne n'ayant rien vu, Déméter partira à la recherche de sa fille unique pendant neuf jours et neuf nuits avant de déclarer : « La Terre sera affamée tant que je n'aurai pas retrouvé ma fille ». Hélios, le Soleil, décidera alors de révéler à Déméter qu'Hadès a enlevé sa fille. La déesse ira jusqu'aux Enfers afin d'aller la chercher, mais Hadès refusera de la rendre. L'affaire est portée devant Zeus.
Zeus n'est pas capable de prendre une décision car il ne veut froisser ni Déméter, ni Hadès. Zeus pense que Perséphone doit rester aux Enfers. Cependant il décide de faire un compromis. La jeune fille passera six mois (les périodes automnale et hivernale) aux côtés de son époux en tant que reine des Enfers. Les six autres mois de l'année, elle retournera sur Terre et dans l'Olympe en tant que Coré, pour redonner la joie à sa mère, ce qui provoque le printemps et l'été. Déméter, elle, souhaitait profiter de sa fille plus que six mois par an. Elle prit donc comme argument que Perséphone était sa fille et aurait voulu que celle-ci restât huit mois sur terre et quatre mois aux Enfers. Zeus et Hadès acceptèrent.
Perséphone semble avoir accepté son rôle de reine des Morts, puisque dans les légendes, elle agit toujours en accord avec son époux. Elle se montre même dure et inflexible. Toutefois, certains auteurs ne la reconnaissent pas comme la fille de Déméter, mais comme celle du Styx, et selon eux, Perséphone est depuis toujours la déesse des Enfers.
De mirabilibus auscultationibus (Sur les choses merveilleuses entendues) (en), ouvrage faussement attribué à Aristote, raconte la légende d'une grotte par laquelle Hadès serait parvenu jusqu'à Perséphone :
« En Sicile, dans la région appelée Enna, il y a, dit-on, une grotte autour de laquelle abondent des fleurs à chaque saison de l'année, et en particulier un vaste espace rempli de violettes, qui remplissent les environs d'un doux parfum, de sorte que les chasseurs ne peuvent pas chasser les lièvres, car les chiens sont envahis par l'odeur. À travers cette grotte, il y a un passage souterrain invisible, au moyen duquel Pluton aurait fait le viol de Coré. On dit que le blé se trouve dans cet endroit, différent du blé local, dont ils se servent, et différent de tout ce qui est importé, mais ayant de grandes particularités. Ils disent que c'est le premier endroit où le blé est apparu parmi eux. Ils revendiquent également Déméter, affirmant que la déesse serait née parmi eux. »

### Autres mythes
Perséphone intervient peu dans les légendes (voir cependant Orphée, Adonis et Pirithoos).
D'après Apollodore, au cours de sa descente aux Enfers pour accomplir le douzième de ses Travaux, Héraclès, qui souhaite sacrifier aux morts l'une des vaches du troupeau d'Hadès, combat à la lutte leur gardien Ménétès, fils de Ceutonymos (en), qui tentait de l'en empêcher. Il le tient si fortement par la taille qu'il lui brise les côtes, Ménétès ne devant son salut qu'à l'intervention de Perséphone, grâce à qui Héraclès le laisse aller.

## Épithètes

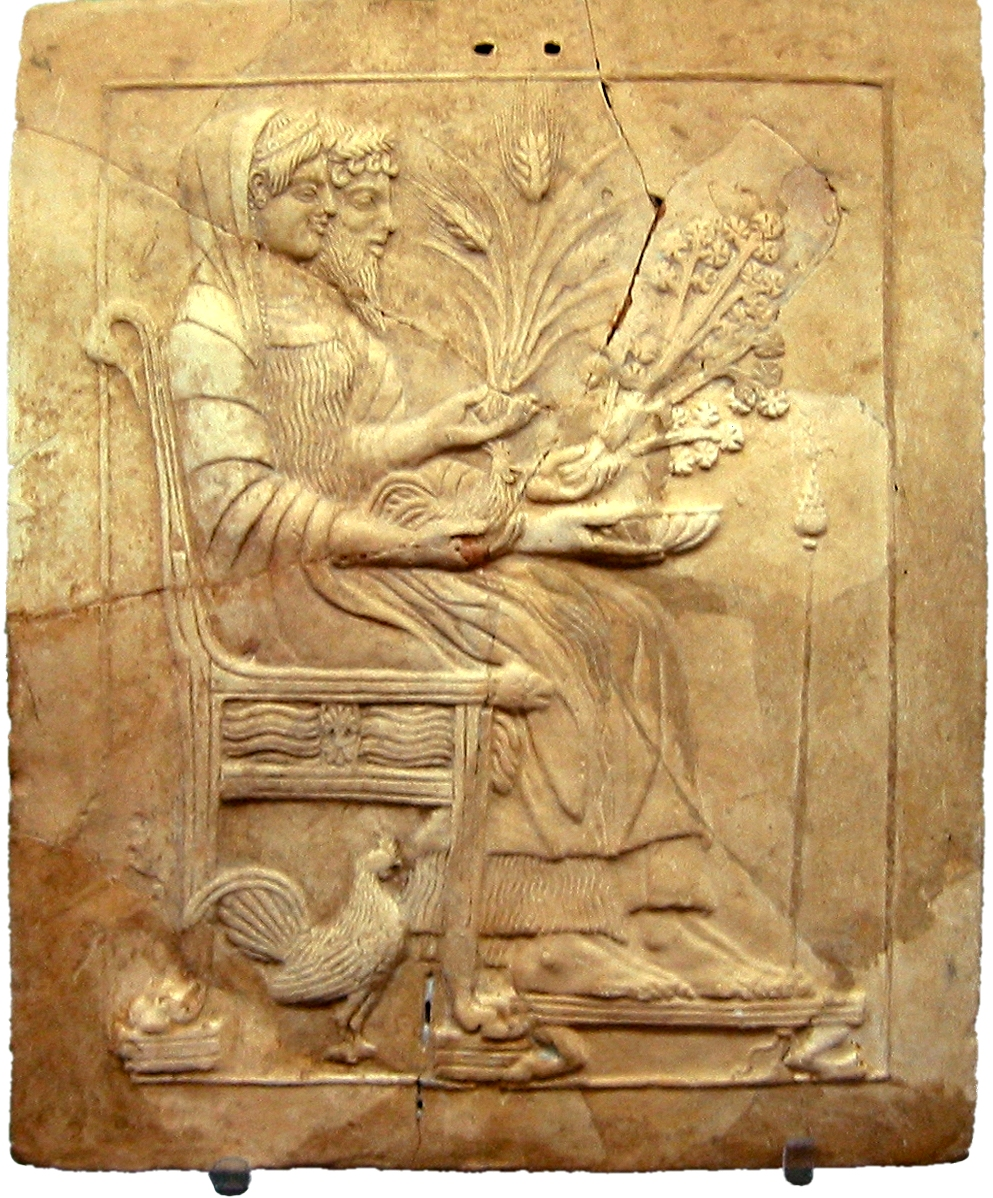
Pinax de Perséphone et Hadès sur le trône. Trouvé dans le sanctuaire sacré de Perséphone à Locri.

En tant que déesse des enfers, Perséphone a reçu des noms amicaux par euphémisme. Cependant, il est possible que certains d’entre eux soient les noms de déesses originelles :
- Despoina (dems-potnia) « la maîtresse » (littéralement « la maîtresse de maison ») en Arcadie.
- Hagne, « pure », à l'origine déesse des sources en Messénie[12].
- Melindia ou Melinoia (meli, « miel »), en tant qu'épouse d'Hadès, à Hermione.
- Aristi chthonia, « la meilleure chthonienne »[11].
- Praxidike, l'hymne orphique à Perséphone identifie Praxidike comme une épithète de Perséphone : « Praxidike, reine souterraine. La source [mère] des Euménides, blonde, dont le corps provient des graines ineffables et secrètes de Zeus[13].

En tant que déesse de la végétation, elle était appelée, :
- Koré, « la jeune fille ».
- Kore Soteira, « la jeune fille sauveuse », à Mégalopolis.
- Neotera, « le plus jeune », à Eleusis.
- Koré de Déméter Hagne dans l'hymne homérique.

Ensemble, Déméter et sa fille Perséphone étaient généralement appelées :
- Les « déesses », souvent distinguées comme « la plus âgée » et « la plus jeune » à Eleusis.
- « Déméters » à Rhodes et à Sparte
- Les thesmophoroi, « les législatrices » lors des Thesmophories.
- Les Grandes Déesses, en Arcadie.
- Les maîtresses d'Arcadie.
- Karpophoroi, « les porteuses de fruits », à Tégée en Arcadie.

## Culte

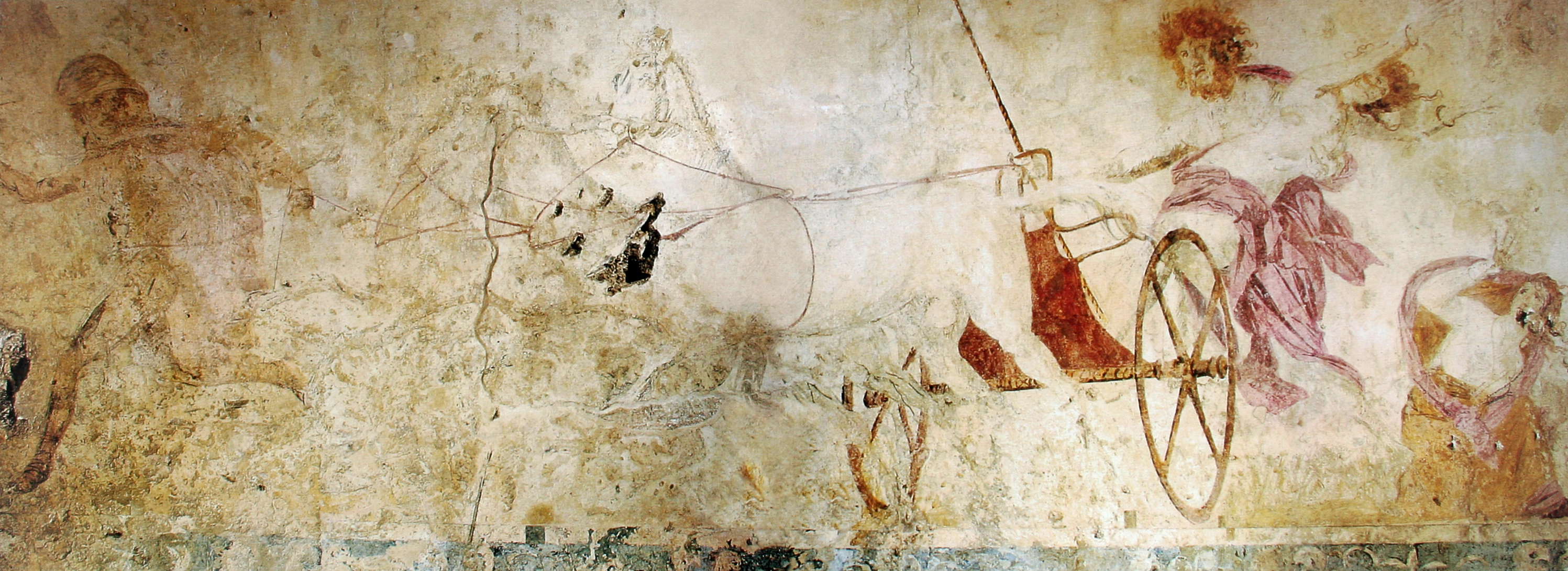
Enlèvement de Perséphone par Hadès, fresque de la tombe de Vergina, Grèce, 340 av. J.-C.

Perséphone occupe une place importante dans les cultes de nombreuses villes, en particulier ceux d'Éleusis, de Thèbes et de Mégare, ainsi qu'en Calabre, en Sicile et en Arcadie. Le culte éleusinien (culte à mystères) ainsi que le culte des thesmophories (fêtes en l'honneur de la déesse Déméter) sont les deux axes du culte de la déesse Coré Perséphone en Attique. Perséphone, associée à Déméter, est vénérée tout particulièrement dans le cadre de fêtes féminines promouvant la fertilité de la terre ainsi que la fécondité des femmes. L'image de la déesse Perséphone dans les cultes, n'est donc pas effrayante, puisque c'est sous cet aspect de Coré qu'elle est honorée et non en tant que souveraine des morts.Le mythe de Perséphone est également célébré aux mystères de Samothrace où celle-ci est identifiée à la déesse Axiokersa, ainsi qu'à Pella en relation avec des mystères dionysiaques.
En Calabre, en particulier, Perséphone jouait un rôle prédominant, avec son célèbre sanctuaire de la Mannella situé sur la partie collinaire de la ville de Locres. La position hors les murs était propice à un culte, qui était réservé aux femmes et lié à l'initiation des jeunes filles, lors du passage à l'âge adulte.
L’importance régionale de la Perséphone de Locres a contribué à la représentation de la déesse en Grande-Grèce. Des représentations mythiques et cultuelles sur les tablettes en terre cuite (pinakes, conservés au Musée national de la Grande-Grèce, à Reggio de Calabre) dédiées à cette déesse révèlent non seulement une « reine chtonienne », mais aussi une divinité concernée par les sphères du mariage et de la naissance.
Les pinakes de Locres constituent depuis bientôt un siècle le socle emblématique de l'imagerie de la Grande Grèce.

## Interprétations du mythe

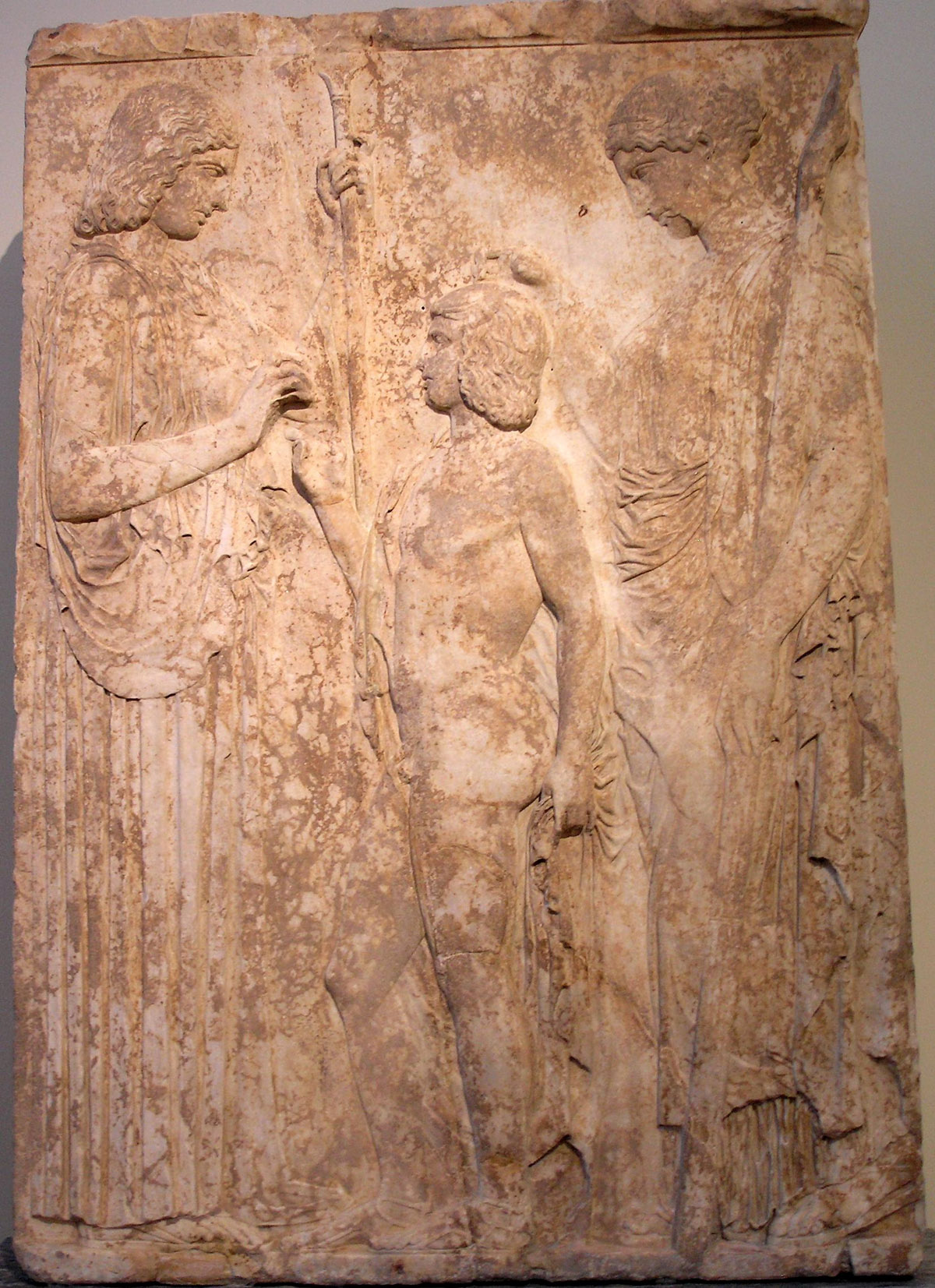
La triade éleusinienne : Déméter, Perséphone et Triptolème, relief votif, v. 440-430 av. J.-C., musée national archéologique d'Athènes.

L'enlèvement de Perséphone est un mythe étiologique expliquant le changement des saisons. Perséphone ayant consommé des pépins de grenade dans le monde souterrain, elle est forcée d'y passer quatre mois, ou dans d'autres versions six mois pour six graines, avec Hadès,. Le désespoir de Déméter de perdre sa fille provoque le flétrissement de la végétation et de la flore, se traduisant par les saisons d'automne et d'hiver. Lorsque le séjour de Perséphone aux enfers s'achève et qu'elle retrouve sa mère, la joie de Déméter fait fleurir la végétation de la terre, provoquant ainsi le printemps et l'été. Cela explique également pourquoi Perséphone est associée au Printemps : sa réémergence des enfers signifie l'arrivée du Printemps. Par conséquent, le récit du ravissement de Perséphone dans l'Hadès, de sa recherche par Déméter et de son retour à la surface terrestre illustrent le cycle saisonnier de la végétation et de la culture des céréales comprenant également la mort et la régénération de la vie.
Divinité infernale, Perséphone est donc à l'origine une déesse de l'agriculture tout comme sa mère, Déméter. Chez les Grecs, la fertilité du sol est étroitement liée à la mort, et les grains de semence sont conservés dans l'obscurité pendant les mois d'été, avant les semailles de l'automne. Ce retour de la vie après l'ensevelissement est symbolisé par le mythe de Perséphone autrefois enlevée, puis restituée grâce aux rites des mystères d'Éleusis se caractérisant comme des cultes à mystères dont on ignore le contenu.

### Interprétations psychologiques et philosophiques
Une interprétation psychologique et morale du mythe a été donnée par le psychothérapeute Paul Diel : « Pour que les Mystères d'Éleusis aient un sens profond dont la compréhension exige l'initiation, il faut que l'allégorisme initial ait subi la transformation en symbolisme mythique chargé d'une secrète signification psychologique », écrit-il. C'est-à-dire, qu'en langage mythique, la région souterraine, dont Hadès est le souverain, est toujours le symbole du subconscient : c'est-à-dire dans l’ambiguïté, l'obscurité. Dans sa portée métaphysique, inhérente au mythe avec le mystère de la mort (le grain enseveli meurt), le mythe du retour sur terre de la déesse offre aussi aux fidèles une promesse formelle de leur propre résurrection. Or, cette signification métaphysique est, selon Diel, inséparable de la signification morale, dans la mesure où Hadès, frère de Zeus, est le juge des morts : un jugement des morts n'aurait aucun sens si la vie humaine se résumait uniquement à se nourrir de pain terrestre ; il en prend un au contraire si la vie humaine consiste à « ne pas exalter de manière insensée le besoin matériel ».
Une autre interprétation, de nature métaphysique et religieuse, a été donnée par la philosophe Simone Weil, pour qui « la beauté est le piège le plus fréquent dont se sert Dieu pour ouvrir l'âme au souffle d'en-haut. » Perséphone serait le symbole de l'âme séduite par la beauté du monde, l'Hymne homérique à Déméter décrit en effet une très belle prairie dans une nature riante. Le monde souterrain où Perséphone a été entraînée et a dû séjourner symbolise, selon la philosophe, la souffrance expiatrice, la « Nuit des Sens » et le grain de grenade est la semence de la grâce dans l'âme.

## Représentations artistiques

### Peinture
- Rapt de Proserpine de Rembrandt (vers 1631) ;
- L'enlèvement de Proserpine de Simone Pignoni (vers 1650) ;
- Orpheus and Eurydice de Jean Raoux (1709) où elle est représentée aux côtés de son époux Hadès ;
- Proserpine de Dante Gabriel Rossetti (1874) ;
- Le retour de Perséphone de Leigthon (1891) ;
- The return of Persephone d'Alfred Kingsley Lawrence (1893-1975).

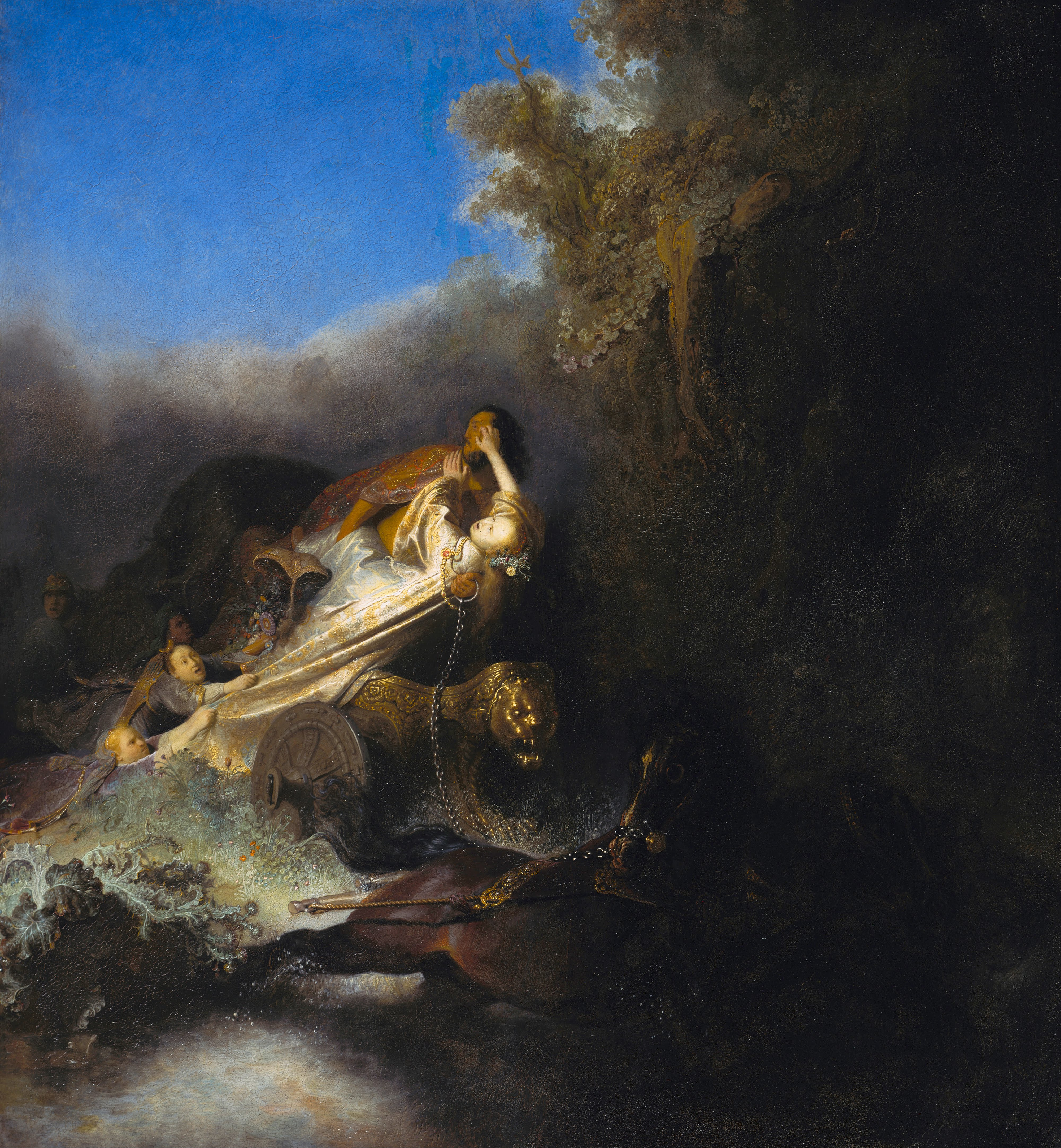
L’Enlèvement de Proserpine (Rembrandt, vers 1631).
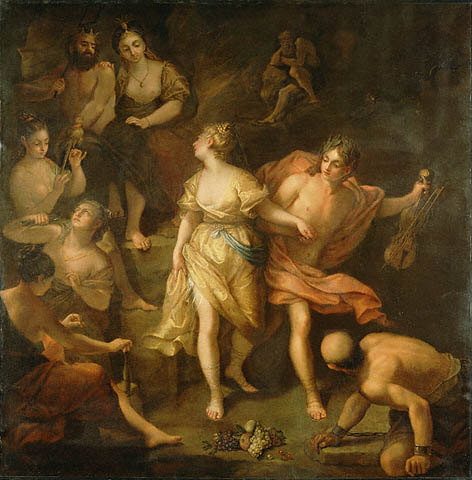
Orphée et Eurydice (Jean Raoux, 1709).
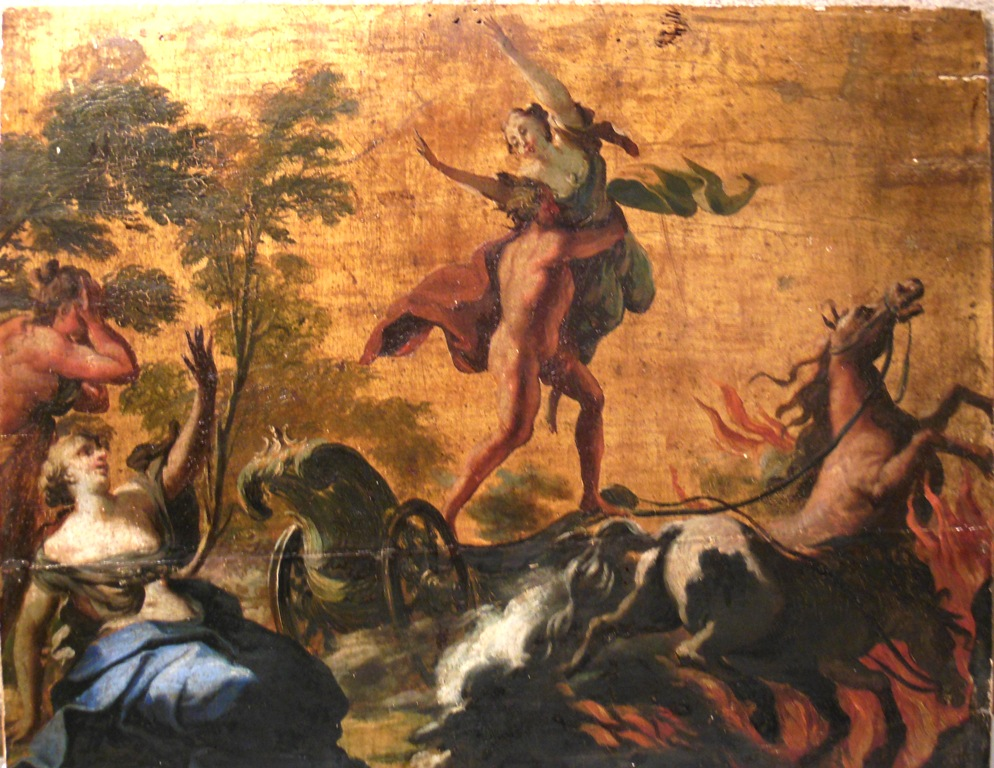
Enlèvement de Perséphone, peinture à l’huile sur fond de dorure sur bois, XVIIIe siècle.

### Sculpture
L'enlèvement de Perséphone est un sujet fréquent dans l'art : 
- L'exemple le plus connu est le groupe du Bernin : Le Rapt de Proserpine (1621-1622), marbre, 295 cm à la galerie Borghèse, à Rome.
- Fresque de la tombe de Perséphone à Vergina, par Philoxénos d'Érétrie (IVe siècle av. J.-C.)
- Sarcophage de Proserpine : sarcophage en marbre romain du premier quart du IIIe siècle, conservé et exposé dans le trésor de la cathédrale d'Aix-la-Chapelle ; la sculpture en relief de la face avant représente le rapt de Perséphone.

### Littérature

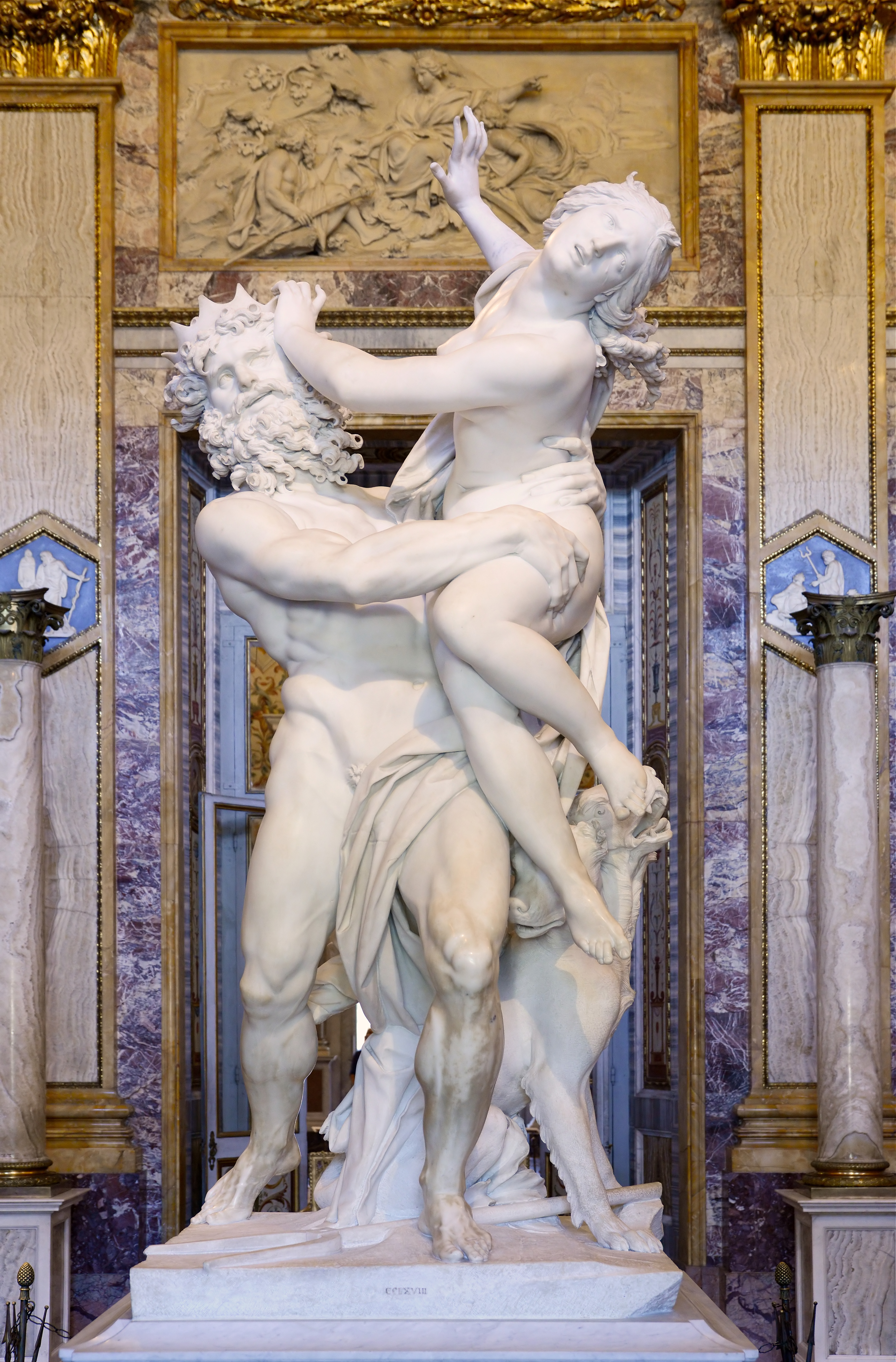
Enlèvement de Proserpine, Gian Lorenzo Bernini (1621–1622), Galleria Borghese à Rome.

- Perséphone est l'héroïne éponyme de la bande dessinée de Loïc Locatelli Kournwsky, parue en 2017[27].
- Perséphone est l'un des personnages principaux du webcomic Traditions d'Olympus, de Rachel Smythe.
- Perséphone est l'un des personnages principaux de la bande dessinée Agape[28], de Neith.
- Perséphone est la figure centrale du roman Perséphone 2014, de Gwenaëlle Aubry[29].
- Perséphone est le personnage principal de la série de romans Hadès et Perséphone de Scarlett St. Clair.

### Art contemporain
- Perséphone est une des 1 038 femmes représentées dans l'œuvre contemporaine de Judy Chicago, The Dinner Party, aujourd'hui exposée au Brooklyn Museum. Cette œuvre se présente sous la forme d'une table triangulaire de 39 convives (13 par côté). Chaque convive étant une femme, figure historique ou mythique. Les noms des 999 autres femmes figurent sur le socle de l'œuvre. Le nom de Perséphone figure sur le socle, elle y est associée à la déesse serpent, cinquième convive de l'aile de la table[30].

### Orchestres et chants lyriques
Perséphone a inspiré plusieurs tragédies et opéra :
- 1680 : Jean-Baptiste Lully a composé une tragédie lyrique nommée Proserpine.
- Années 1930 : Igor Stravinsky compose un opéra nommé Perséphone.
- XXe siècle : le compositeur britannique George Lloyd s'est inspiré du mythe de Perséphone (Proserpine) pour sa septième symphonie.

### Musiques modernes
- Perséphone est le titre d'une chanson de Dead Can Dance.
- Persefone est un groupe de métal progressif. Leur album Core sorti en 2006 raconte l'histoire du mythe.
- Persephone est le titre d'une chanson du groupe britannique Wishbone Ash issue de leur sixième album There's The Rub.
- Persephone est le titre d'une chanson du groupe Cocteau Twins, issue de leur album Treasure.
- Persephone dreams est le titre d'une chanson de l'artiste britannique NZCA Lines, issu de son album Infinite Summer de 2016.
- Perséphone est le titre d'une musique en deux parties (Enna et Coré) du groupe Year Of No Light issue de leur second album Ausserwelt.
- Persephone est le titre de la première et de la dernière piste de l'album Sorceress (2016) du groupe de rock progressif Opeth.
- Persephone est le titre d’une chanson de Tamino dans l’album Amir.
- O Efiáltis Tis Persephónis (Le Cauchemar de Perséphone) est le titre d’une chanson de Níkos Gátsos et Mános Hadjidákis dans l’album Ta Paráloga.
- Perséphone est le nom d'une artiste rock française.
- Persephone est le titre d’une chanson issue du premier album du duo Not My God (Tim Sköld/Nero Bellum de Psyclon Nine).
- Persefone est le titre d'une pièce musicale de l'artiste suédoise Anna Von Hausswolff issue de son album All Thoughts Fly.
- From Persephone est le titre d'une chanson de l'artiste néo-zélandaise Kiki Rockwell, parue sur son album Rituals on the Bank of a Familiar River en 2023.

### Cinéma

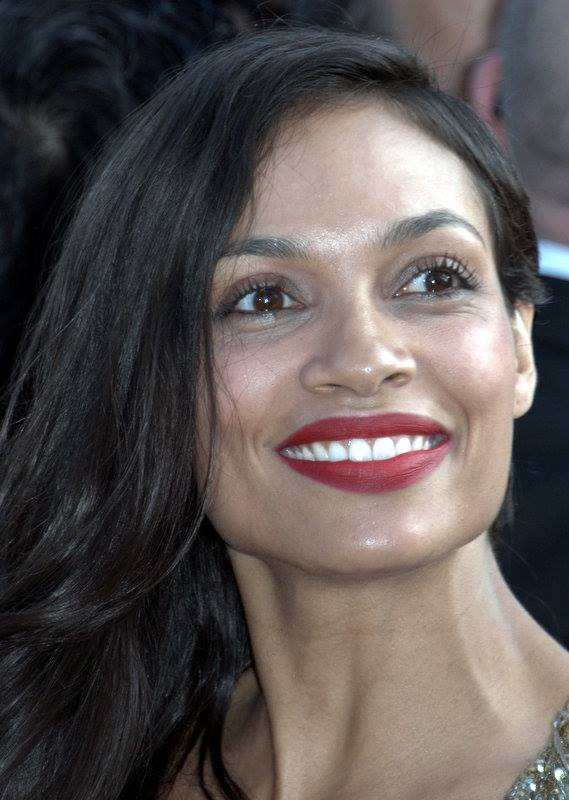
Rosario Dawson incarne Perséphone dans le film Percy Jackson : Le Voleur de foudre en 2010.

En 2010, Perséphone apparaît dans le film Percy Jackson : Le Voleur de foudre, adaptation du premier volet de la série écrite par Rick Riordan. Alors qu’Hadès refuse d’aider Percy et ses compagnons, Perséphone les aide à s’échapper des Enfers et à rejoindre l’Olympe pour éviter qu’une guerre éclate entre les dieux. Dans celui-ci, Perséphone est incarnée par l’actrice américaine Rosario Dawson.
Perséphone apparaît également dans la série télévisée fantastique The Magicians, diffusée entre 2015 et 2020. Connue également sous le nom The Lady of the Underground, elle apparaît dans le rêve de la magicienne Julia Wicker. Dans la série, la reine des Enfers est incarnée par l’actrice américano-haïtienne Garcelle Beauvais.
Le nom de Perséphone inspire également le nom de personnages de plusieurs films. En 1956, le grec Grigóris Grigoríou réalise ainsi  L'Enlèvement de Perséphone, un film mettant en scène les amours de Ploutona et de Perséphone, deux amants issus de deux villages de montage se battant pour le contrôle d'une source. Dans celui-ci, la mère de la jeune fille se nomme également Madame Déméter, allusion à la mère de Perséphone dans la mythologie grecque.
Le nom de Perséphone inspire également un personnage de la trilogie de science-fiction Matrix. Dans les films Matrix Reloaded et Matrix Revolutions sortis en 2003, Monica Bellucci incarne une femme nommée Perséphone, qui est l’épouse d’un trafiquant d'informations nommé Le Mérovingien.

### Télévision
- Perséphone apparaît dans plusieurs épisodes de La petite Olympe et les dieux en compagnie d'Hadès.
- Perséphone apparaît dans la série de l'anime Blood of Zeus (Sang de Zeus) où l'histoire autour de son prétendu enlèvement est racontée différemment dans une autre version, sous un autre angle : Hadès n'a pas enlevé Perséphone mais les deux sont tombés amoureux l'un de l'autre et Perséphone choisit en son âme et conscience d'épouser Hadès et décide de rejoindre Hadès aux Enfers, afin de pouvoir vivre à ses côtés et vivre en paix son idylle, mangeant de son propre gré la nourriture des morts afin de se lier à l'Autre-Monde pour l'éternité par amour pour Hadès - et pour se libérer des contraintes imposées par sa mère qui souhaitait la marier à Arès -, choix que sa mère Déméter refuse d'accepter, à la suite de quoi elle raconte et diffuse la fausse rumeur qu'Hadès ait enlevé sa fille[35],[36].

### Jeux vidéo
- Perséphone est un Jeu puzzle sorti en 2018 sur mobile et prévu sur différents support vidéo ludique dès 2020. Dans ce jeu, la mort n'est pas une défaite, bien au contraire, il est nécessaire d'utiliser la mort comme mécanique de jeu. L'histoire est simple et met en relation Perséphone, Déméter et Hadès dans un triangle d'amour et de vengeance. On y aperçoit également Charon et Cerbère.
- Perséphone est présente dans le DLC « Le sort de l'Atlantide » du jeu Assassin's Creed Odyssey, où elle régit les Champs-Élysées et est captive d'Hadès.
- Perséphone est un personnage jouable dans le MOBA Smite.
- Perséphone est la mère de Zagreus, dans le jeu vidéo Hades, où son mythe a été ré-interprété.
- Perséphone est le nom d'une colonie pénitentiaire basée sous la ville sous-marine de Rapture, dans le jeu Bioshock.

### Autres
- Dans le webcomics Traditions d'Olympus (Lore Olympus), Perséphone n'a pas de père. Elle a été créée uniquement par sa mère et n'a donc aucun lien de parenté avec Zeus ou Hadès. Après avoir été stagiaire à Underworld Corp, elle se rapproche d'Hadès et devient sa petite amie. Après avoir conclu un accord avec Erebos et s'être mariée avec Hadès, elle devient la reine des Enfers. Elle est la protagoniste féminine du webcomics Traditions d'Olympus[37].

### Sources antiques
- Pseudo-Apollodore, Bibliothèque [détail des éditions] [lire en ligne] (I, 3, 1 ; I, 5, 1-3).
- Argonautiques orphiques [détail des éditions] [lire en ligne].
- Claudien, Rapt de Proserpine [lire en ligne] (passim).
- Hésiode, Théogonie [détail des éditions] [lire en ligne] (v. 912).
- Homère, Odyssée [détail des éditions] [lire en ligne] (X).
- Hygin, Fables [détail des éditions] [(la) lire en ligne] (CXLVI ; CLXVII).
- Hymnes homériques [détail des éditions] [lire en ligne] (Déméter, passim).
- Nonnos de Panopolis, Dionysiaques [détail des éditions] [lire en ligne] (V).
- Ovide, Fastes [détail des éditions] [lire en ligne] (IV, 417 et suiv.), Métamorphoses [détail des éditions] [lire en ligne] (V, 341-408 ; VI, 114).

### Sources radiophoniques
- Paul Schubert, « L'enlèvement de Perséphone », Mythomane, Radio télévision suisse, 29 septembre 2013 (consulté le 27 avril 2020)